# Seznam účastníků Smlouvy o zákazu jaderných zbraní

Účast na Smlouvě o zákazu jaderných zbraní
Účastníci
Signatáři

Seznam účastníků Smlouvy o zákazu jaderných zbraní (TPNW) zahrnuje státy, které podepsaly a ratifikovaly nebo přistoupily k Smlouvě o zákazu jaderných zbraní. Je to multilaterární smlouva, která staví jaderné zbraně mimo zákon.
Dne 20. září 2017 byla smlouva otevřena k podpisu. Podle článku 15 smlouvy vstoupila v platnost dne 22. ledna 2021 poté, co byla ratifikována 50 státy. Státy, které smlouvu do té doby nepodepsaly, k ní mohou pouze přistoupit.
Celkem 197 států se může stát smluvními stranami Smlouvy o zákazu jaderných zbraní, včetně všech 193 členských států Organizace spojených národů, Cookových ostrovů, Svatého stolce, státu Palestiny a Niue. Ke dni 15. ledna 2024 smlouvu ratifikovalo nebo k ní přistoupilo 70 států, naposledy Srí Lanka a Svatý Tomáš a Princův ostrov.

## Smluvní státy
Podle databáze smluv spravované Úřadem OSN pro záležitosti odzbrojení má k 22. září 2022 TPNW 70 účastníků: 66 států ji ratifikovalo a další 4 k ní přistoupily.
| Stát                           | Podepsáno          | Uloženo            | Typ         |
| ------------------------------ | ------------------ | ------------------ | ----------- |
| Antigua a Barbuda              | 26. září 2018      | 25. listopadu 2019 | Ratifikace  |
| Rakousko                       | 20. září 2017      | 8. května 2018     | Ratifikace  |
| Bangladéš                      | 20. září 2017      | 26. září 2019      | Ratifikace  |
| Belize                         | 6. února 2020      | 19. května 2020    | Ratifikace  |
| Benin                          | 26. září 2018      | 11. prosince 2020  | Ratifikace  |
| Bolívie                        | 16. dubna 2018     | 6. srpna 2019      | Ratifikace  |
| Botswana                       | 26. září 2019      | 15. července 2020  | Ratifikace  |
| Kapverdy                       | 20. září 2017      | 20. června 2022    | Ratifikace  |
| Kambodža                       | 9. ledna 2019      | 22. ledna 2021     | Ratifikace  |
| Chile                          | 20. září 2017      | 23. září 2021      | Ratifikace  |
| Cookovy ostrovy                |                    | 4. září 2018       | Přistoupení |
| Komory                         | 20. září 2017      | 19. února 2021     | Ratifikace  |
| Konžská demokratická republika | 20. září 2017      | 22. září 2022      | Ratifikace  |
| Konžská republika              | 20. září 2017      | 17. května 2022    | Ratifikace  |
| Kostarika                      | 20. září 2017      | 5. července 2018   | Ratifikace  |
| Pobřeží slonoviny              | 20. září 2017      | 23. března 2022    | Ratifikace  |
| Kuba                           | 20. září 2017      | 30. ledna 2018     | Ratifikace  |
| Dominika                       | 26. září 2019      | 18. října 2019     | Ratifikace  |
| Dominikánská republika         | 7. června 2018     | 22. září 2022      | Ratifikace  |
| Ekvádor                        | 20. září 2017      | 25. září 2019      | Ratifikace  |
| Salvador                       | 20. září 2017      | 30. ledna 2019     | Ratifikace  |
| Fidži                          | 20. září 2017      | 7. července 2020   | Ratifikace  |
| Gambie                         | 20. září 2017      | 26. září 2018      | Ratifikace  |
| Grenada                        | 26. září 2019      | 20. června 2022    | Ratifikace  |
| Guatemala                      | 20. září 2017      | 13. června 2022    | Ratifikace  |
| Guinea-Bissau                  | 26. září 2018      | 15. prosince 2021  | Ratifikace  |
| Guyana                         | 20. září 2017      | 20. září 2017      | Ratifikace  |
| Vatikán*                       | 20. září 2017      | 20. září 2017      | Ratifikace  |
| Honduras                       | 20. září 2017      | 24. října 2020     | Ratifikace  |
| Irsko                          | 20. září 2017      | 6. srpna 2020      | Ratifikace  |
| Jamajka                        | 8. prosince 2017   | 23. října 2020     | Ratifikace  |
| Kazachstán                     | 2. března 2018     | 29. srpna 2019     | Ratifikace  |
| Kiribati                       | 20. září 2017      | 26. září 2019      | Ratifikace  |
| Laos                           | 21. září 2017      | 26. září 2019      | Ratifikace  |
| Lesotho                        | 26. září 2019      | 6. června 2020     | Ratifikace  |
| Malawi                         | 20. září 2017      | 29. června 2022    | Ratifikace  |
| Malajsie                       | 20. září 2017      | 30. září 2020      | Ratifikace  |
| Maledivy                       | 26. září 2019      | 26. září 2019      | Ratifikace  |
| Malta                          | 25. srpna 2020     | 21. září 2020      | Ratifikace  |
| Mexiko                         | 20. září 2017      | 16. ledna 2018     | Ratifikace  |
| Mongolsko                      |                    | 10. prosince 2021  | Přistoupení |
| Namibie                        | 8. prosince 2017   | 20. března 2020    | Ratifikace  |
| Nauru                          | 22. listopadu 2019 | 23. října 2020     | Ratifikace  |
| Nový Zéland                    | 20. září 2017      | 31. července 2018  | Ratifikace  |
| Nikaragua                      | 22. září 2017      | 19. července 2018  | Ratifikace  |
| Nigérie                        | 20. září 2017      | 6. srpna 2020      | Ratifikace  |
| Niue                           |                    | 6. srpna 2020      | Přistoupení |
| Palau                          | 20. září 2017      | 3. května 2018     | Ratifikace  |
| Palestina*                     | 20. září 2017      | 22. března 2018    | Ratifikace  |
| Panama                         | 20. září 2017      | 11. dubna 2019     | Ratifikace  |
| Paraguay                       | 20. září 2017      | 23. ledna 2020     | Ratifikace  |
| Peru                           | 20. září 2017      | 23. prosince 2021  | Ratifikace  |
| Filipíny                       | 20. září 2017      | 18. února 2021     | Ratifikace  |
| Samoa                          | 20. září 2017      | 26. září 2018      | Ratifikace  |
| San Marino                     | 20. září 2017      | 26. září 2018      | Ratifikace  |
| Seychely                       | 26. září 2018      | 9. července 2021   | Ratifikace  |
| Jižní Afrika                   | 20. září 2017      | 25. února 2019     | Ratifikace  |
| Svatá Lucie                    | 27. září 2018      | 23. ledna 2019     | Ratifikace  |
| Svatý Kryštof a Nevis          | 26. září 2019      | 9. srpna 2020      | Ratifikace  |
| Svatý Vincenc a Grenadiny      | 8. prosince 2017   | 31. července 2019  | Ratifikace  |
| Svatý Tomáš a Princův ostrov   | 20. září 2017      | 15. ledna 2024     | Ratifikace  |
| Srí Lanka                      |                    | 19. září 2023      | Přístoupení |
| Thajsko                        | 20. září 2017      | 20. září 2017      | Ratifikace  |
| Východní Timor                 | 26. září 2018      | 20. června 2022    | Ratifikace  |
| Trinidad a Tobago              | 26. září 2019      | 26. září 2019      | Ratifikace  |
| Tuvalu                         | 20. září 2017      | 12. října 2020     | Ratifikace  |
| Uruguay                        | 20. září 2017      | 25. července 2018  | Ratifikace  |
| Vanuatu                        | 20. září 2017      | 26. září 2018      | Ratifikace  |
| Venezuela                      | 20. září 2017      | 27. března 2018    | Ratifikace  |
| Vietnam                        | 22. září 2017      | 17. května 2018    | Ratifikace  |

* Nečlenské pozorovatelské státy Organizace spojených národů

## Signatářské státy
Od ledna 2023 podepsalo, ale neratifikovalo TPNW následujících 27 států.
| Stát                    | Podepsal          |
| ----------------------- | ----------------- |
| Alžírsko                | 20. září 2017     |
| Angola                  | 27. září 2018     |
| Barbados                | 22. září 2022     |
| Brazílie                | 20. září 2017     |
| Brunej                  | 26. září 2018     |
| Burkina Faso            | 22. září 2022     |
| Středoafrická republika | 20. září 2017     |
| Kolumbie                | 3. srpna 2018     |
| Džibutsko               | 9. ledna 2023     |
| Rovníková Guinea        | 22. září 2022     |
| Ghana                   | 20. září 2017     |
| Haiti                   | 22. září 2022     |
| Indonésie               | 20. září 2017     |
| Libye                   | 20. září 2017     |
| Lichtenštejnsko         | 20. září 2017     |
| Madagaskar              | 20. září 2017     |
| Mosambik                | 18. srpna 2020    |
| Myanmar (Barma)         | 26. září 2018     |
| Nepál                   | 20. září 2017     |
| Niger                   | 9. prosince 2020  |
| Sierra Leone            | 22. září 2022     |
| Súdán                   | 22. července 2020 |
| Tanzanie                | 26. září 2019     |
| Togo                    | 20. září 2017     |
| Zambie                  | 26. září 2019     |
| Zimbabwe                | 4. prosince 2020  |